# Drengen fra slaveskibet
Drengen fra slaveskibet (originaltitel russisk: Максимка, translit.: Maksimka) er en sovjetisk spillefilm fra 1953 instrueret af Vladimir Braun. Filmen er baseret på historien af samme navn fra samlingen "Fortælinger fra havet" af Konstantin Stanjukovitj samt hans historie "Verden rundt i en drage".
Filmen havde dansk premiere i 1954. 

## Handling
Filmen foregår i 1864. Den russiske korvet "Bogatyr" møder i Atlanterhavet et amerikansk skib, der fragter slaver. Det amerikanske skib bliver ødelagt af en storm, og et par dage senere redder de russiske sømænd en sort dreng fra vraget af det amerikanske skib. Drengen er skræmt efter mødet med de onde slavehandlere, men møder kun venlige og sympatiske mennesker blandt de russiske sømænd. Sømændene giver drengen navnet Maksimka, og han bliver hurtigt alles kæledægge. Særlig sømanden Lutjkin bliver tæt knyttet til drengen. Tilknytningen til Maksimka hjælper Lutjkin, der har drukket for meget vin for at komme over sin vrede mod den godsejer, der har udnyttet ham. Maksimka hjælper sømændene fra Bogatyr med at redde Lutjkin fra fængslet på et amerikansk skib, hvor han blev slæbt hen for at blive sendt til tvangsarbejde i USA. For den opfindsomhed og det mod, som Maksimka har udvist, beordrer Bogatyrens kaptajn Maksimka til at blive tilmeldt korvettens mandskab og tildeler ham efternavnet Bogatyrev. Herefter bliver Maksimka skibsdreng i den russiske flåde.

## Medvirkende
- Tolja Bovykin som Maksimka
- Boris Andrejev som Seaman Lutjkin
- Vjatjeslav Tikhonov som Gorelov
- Emmanuil Geller
- Mikhail Astangov